# Helmut Michalik
Karl Paul Eduard Helmut Michalik (Steegen, 19 settembre 1894 – Pralea, 7 giugno 1944) è stato un militare tedesco.

## Biografia
Nacque in Pomerania (oggi Polonia) e morì in Romania, a 5 km ad est di Pralea, a seguito di un incidente aereo. Le sue spoglie riposano a Slănic.
Fu comandante della 27. Panzer-Division dal 1 ottobre al 30 novembre del 1942.
Il 20 gennaio 1943 venne trasferito al comando supremo della 18 Armata come ufficiale dello stato maggiore (Panzerabwehr-Offizier im Stab der 18. Armee) e con questa qualifica prese parte all'assedio di Leningrado (1942-1944).
Assegnato nella tarda primavera del 1944 al Heeesgruppe Südukraine, di cui facevano parte la Großdeutschland, la 3.Panzer-Division, 13.Panzer-Division, 14.Panzer-Division, 23.Panzer-Division, 24.Panzer-Division, cadde in combattimento il 7 giugno del 1944.